# 露西娅·耶佩斯
露西娅·亚米莱特·耶佩斯·古斯曼（西班牙語：Lucía Yamileth Yépez Guzman，2001年2月18日—），厄瓜多尔女子摔跤运动员，2023年世界摔跤锦标赛女子自由式53公斤级铜牌得主、2024年夏季奥林匹克运动会女子自由式53公斤级银牌得主。